# Alcoià
|  | Aquest article tracta sobre la comarca valenciana. Vegeu-ne altres significats a «Club Esportiu Alcoià». |

L'Alcoià és una comarca central del País Valencià, amb capital a Alcoi. A més, s'hi inclouen les poblacions de Banyeres de Mariola, Benifallim, Castalla, Ibi, Onil, Penàguila i Tibi. Limita amb la Vall d'Albaida i el Comtat al nord, la Marina Baixa a l'est, l'Alacantí i el Vinalopó Mitjà al sud, i l'Alt Vinalopó a l'oest.
En la proposta de distribució de comarques de Joan Soler i Riber de 1970 també s'inclouen a l'Alcoià totes les poblacions de la Vall de Biar que en les Demarcacions Territorials Homologades (DTH) de la Generalitat apareixen a l'Alt Vinalopó: Beneixama, Biar, El Camp de Mirra i la Canyada de Biar.

## Geografia
Es tracta d'una comarca muntanyosa, que presenta diverses foies interiors, com la de Foia de Castalla i la d'Alcoi, separades per diverses serralades entre les quals destaca la serra del Menejador amb el Carrascar de la Font Roja, la Mariola o la Carrasqueta.

### Clima i vegetació
El clima és mediterrani, tot i que més fred que a les comarques costaneres. A les serres hi ha una vegetació original de carrasques, pinars i espècies aromàtiques, sobretot a la serra de Mariola.

## Municipis
Les dades bàsiques dels «8 municipis», amb les xifres de població del padró municipal d'habitants 2023, són:
| Municipi            | Habitants (2023) | Sup. (km²) | Dens. (2023) (hab./km²) |
| ------------------- | ---------------- | ---------- | ----------------------- |
| Alcoi               | 59.493           | 129,9      | 458,0                   |
| Ibi                 | 23.920           | 62,5       | 382,7                   |
| Castalla            | 11.365           | 114,6      | 99,2                    |
| Onil                | 7.763            | 48,4       | 160,4                   |
| Banyeres de Mariola | 7.255            | 50,3       | 144,2                   |
| Tibi                | 1.808            | 70,4       | 25,7                    |
| Penàguila           | 313              | 49,9       | 6,3                     |
| Benifallim          | 111              | 13,7       | 8,1                     |
| l'Alcoià            | 112.028          | 539,7      | 207,6                   |

## Economia
L'agricultura és de secà (cereals, raïm, oliveres i ametllers). No obstant això, l'activitat principal de la comarca és la industrial, especialment la tèxtil, la del calcer, la del paper i la dels joguets. La ciutat més gran és Alcoi, capital de la comarca, amb una important tradició industrial paperera i metal·lúrgica que s'han assolit al segle xx amb la tèxtil, fins al punt que és la més important en l'actualitat. Són també importants les poblacions d'Ibi, amb indústries de joguets mecànics; Onil, dedicada a la fabricació de nines, i Castalla, que s'ha especialitzat també en la producció joguetera.

## Delimitacions històriques

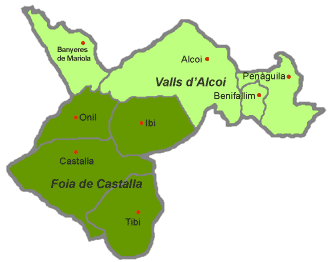
Subcomarques de l'Alcoià

La comarca de l'Alcoià és de creació moderna, l'any 1989, i hi comprèn la comarca històrica de la Foia de Castalla, i part de l'antiga Valls d'Alcoi. Aquestes comarques antigues apareixen al mapa de comarques d'Emili Beüt "Comarques naturals del Regne de València" publicat l'any 1934.

## Gastronomia
La cuina de l'Alcoià és del tipus mediterrani de muntanya, i incorpora plats típics com la pericana, ceba en vinagre, i les taretes, una forma de tapa.